# Cuniculus taczanowskii
Cuniculus taczanowskii là một loài động vật có vú trong họ Cuniculidae, bộ Gặm nhấm. Loài này được Stolzmann mô tả năm 1865.